# Костопільський завод скловиробів
Костопільський завод скловиробів — підприємство скляного виробництва у місті Костопіль, Рівненської області

## Історія заводу
Перша спроба виготовити у Костополі скло була зроблена у 1903 році, коли мешканці міста  побудували дерев’яну будівлю, де так званим “халявним” методом почали виробляти листове скло. Спроба не вдалася, скло було низької якості, що унеможливлювало використання та реалізацію.
За 10 років по цьому, влітку 1913 року на околиці міста по вул. Дерев’яній кілька робітників під керівництвом мешканців міста Ченечного та Шелушного почали будівництво печі та дерев’яного покриття над нею. У цьому ж 1913 р.  з ініціативи польського поміщика розбудованоо скляну гуту, що почала виготовляти бутлі різної місткості.
1923 року  місце розташування гути розширене до 1 га. Восени цього ж року роботи було закінчено, а піч   3 х 3 м.  дала першу продукцію: бутлі та банки різної ємкості.
За умови відсутності електричних мереж освітлення в темну пору доби здійснювалося гасовими лампами, на скляні колби до якох попит був досить значний, отже, виробництво  розширилося і на  скло для гасових ламп. Основною сировинною базою для костопільської гути був склобій, який возами звозили з усіх куточків Волині заготівельники такої сировини. Паливом для гути слугували дрова, які перероблялись газошахтою.
Під час Другої світової війни підприємство зруйноване. Роботу відновлено у 1946. З 1962 завод підпорядковано Львівському раднаргоспу . Тоді ж було розпочато будівництво цеху № 2 з двома скловарними печами, які виробляли склоізолятори і колби для електронних ламп.
1972 у цеху № 3 освоєно механічну обробку скла і ситалів. У зв'язку з розвитком наукоємних галузей виникла потреба у нових видах продукції, для чого бувзбудований цех № 4 з випуску скляних підкладок для інтегральних схем. В США закуплене обладнання в цех з виробництва склокомпозиційних матеріалів.
Найбільшого розвитку у радянські часи підпр-во досягло у 1980-ті рр., коли виготовляло   продукцію для радіоелектронної промисловості. В цей час на підприємстві працювали   3,3 тис. осіб.
Від 1996 – ВАТ «Костопільський склозавод» У 2000 році відбулося  об'єднання із ВАТ «Гостомельський склозавод» (Київська обл.), – ЗАТ.
Від 2010 – приватне АТ із сучасною назвою.
2000–2001 у склотарному цеху збудовано скловарну піч потужністю 55 т скломаси щодоби і встановлено 2 склоформувальних машини.

## Спеціалізація
Нині підприємство спеціалізується на виробництві склотари для парфумерії та  напоїв. Асортимент продукції становить тара ємністю 0,05–0,5 л, переважно   (0,2, 0,25 та 0,33 л).
Упродовж 2001 на підприємствіві освоєний випуск   коричневої медичної склотари.
На початку 2002 року випуск продукції становив 67193 тис. од., зокрема тари для харчової та парфумергої галузей. Серед великих споживачів   Союз-Віктан та  Росинка.
Із уведенням 2006 році  в експлуатацію реконструйованої дільниці № 1 зросли  потужності з виготовлення пляшок місткістю 0,5 л. для торгових марок Nemiroff, Хортиця,  Славутич

## Експорт
Продукція (переважно парфумерна склотара) експортується в росію, Молдову, Білорусь, Угорщину, Латвію, Німеччину, Словаччину. Кількість працівників на 2010рік становила  520 осіб.